# Tribunal Russell sur le Congo
Ne doit pas être confondu avec The Congo Tribunal.
Le Tribunal Russell sur le Congo est un tribunal d'opinion qui se réunit à Rotterdam les 18, 19 et 20 septembre 1982,  pour évoquer les crimes de guerre commis dans ce pays, sous le régime de Mobutu. Il a été créé sur le modèle du Tribunal Russell créé à propos de la guerre du Viêt Nam par Bertrand Russell et Jean-Paul Sartre.
Il fut organisé par Pierre Galand et Anne-Marie Lizin. Laurent Désiré Kabila y participa.
Ses conclusions firent l'objet d'un rapport diffusé en Afrique par l'opposition congolaise.